# Karl Staaff
Karl Albert Staaff (21 de Janeiro de 1860 — 4 de Outubro de 1915) foi um político liberal da Suécia. Ocupou o lugar de primeiro-ministro da Suécia de 7 de Novembro de 1905 a 29 de Maio de 1906, e de 7 de novembro de 1911 a 17 de fevereiro de 1914.
Teve um importante papel na democratização do país, tendo sido ativo na luta pelo sufrágio universal e empenhado antimilitarista.